# Dermatoscope
Dans le domaine de la dermatologie la « dermatoscopie », ou dermoscopie, qui peut comprendre la microscopie en épiluminescence désigne l'usage d'un appareil comprenant une ou plusieurs lentilles grossissantes (loupe x10, ou microscope) et un système d'éclairage destiné à aider le médecin (dermatologue, chirurgien, médecin légiste notamment) ou le vétérinaire à faire des observations plus précises des lésions de la peau, des muqueuses ou phanères ou de la surface d'organes présentant des anomalies ou susceptibles d'en présenter, pour notamment et par exemple différencier les mélanomes de simples grains de beauté. Le mélanome est en effet devenu un problème de santé publique par son incidence croissante, sa morbidité et sa tendance à métastaser. La population à risque plus élevé de mélanome en France a été évaluée à 7,4 millions, soit 12 % de la population française.

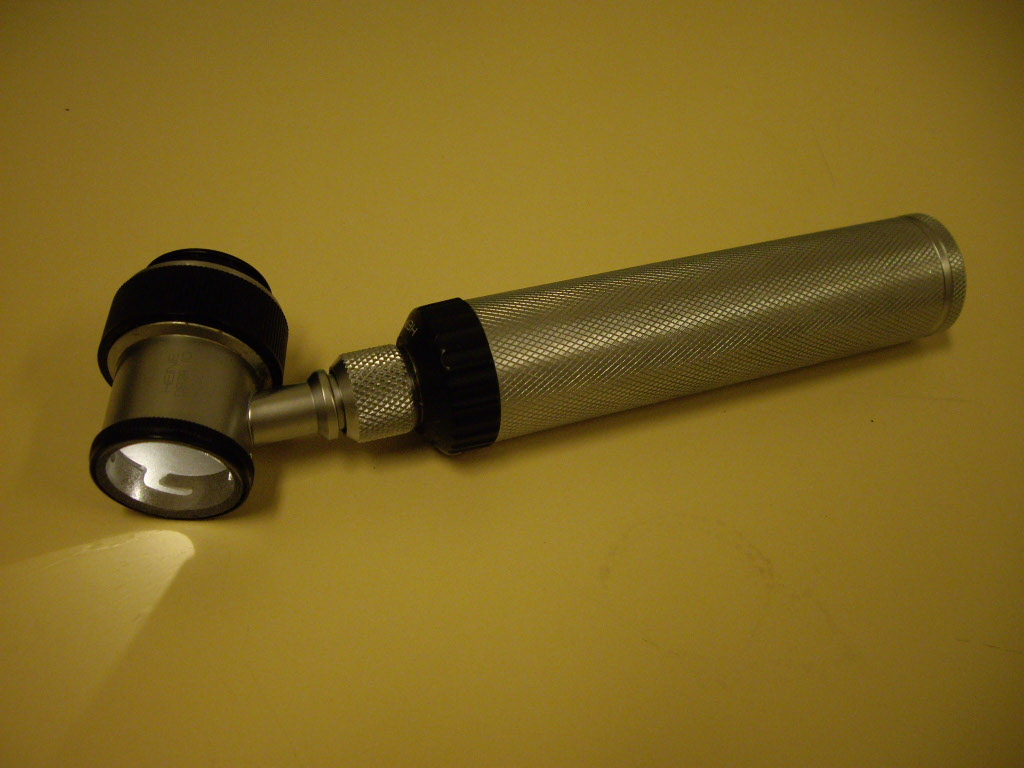
Dermatoscope

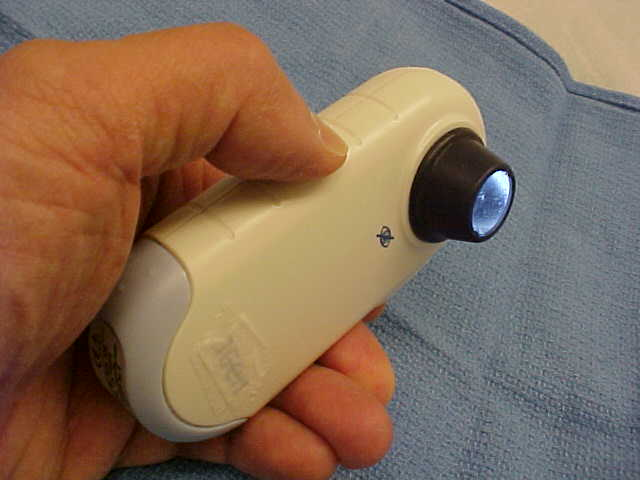
Dermatoscope à lumière polarisée

La dermatoscopie permet d'affiner une proposition de diagnostic en complétant l’examen clinique de lésions pigmentaires, mais le « diagnostic de certitude » ne peut reposer que sur l’examen anatomopathologique.

## Utilité
Son principal usage est le diagnostic des tumeurs cutanées et autres lésions pigmentaires et la surveillance de lésion « à haut risque ». 

Il permet l'observation in vivo, « non invasive de structures cutanées épidermiques, dermo-épidermiques et dermiques, accessibles et non accessibles à l'œil nu ». Il s'agit aussi en cas de lésion mélanocytaire avérée de distinguer celles qui sont bénignes de celles qui sont malignes (mélanomes).
En France, la Haute Autorité de santé (HAS) a considéré en 2007, sur la base de deux études de types méta-analyses que quand l'analyse de l'image est faite par un « dermatologue formé à la sémiologie des images dermoscopiques, elle augmente significativement la performance du diagnostic de mélanome ». Mais elle précise que « Des études de bon niveau de preuve restent cependant nécessaires pour vérifier si la dermoscopie permet d’éviter les exérèses inutiles pour des lésions bénignes, et si elle augmente le nombre d'exérèses de mélanomes de bon pronostic (mélanomes in situ ou peu épais) ».
La possibilité de faire et conserver des photos numériques des lésions - photographiées avec le même appareil dans les mêmes conditions - améliore les capacités de suivi par rapport à un état antérieur. Selon la HAS, « la sensibilité du diagnostic dermoscopique était significativement augmentée quand les images de suivi étaient disponibles (de 58 à 71 %) » et les données disponibles laissent penser que « la surveillance dermoscopique, notamment avec prise et enregistrement d’image, de nævus atypiques et de patients à très haut risque, permettrait d’éviter des exérèses inutiles pour lésion bénigne (5 études de faible niveau de preuve), et de diagnostiquer les mélanomes à un stade précoce (4 études de faible niveau de preuve) ».

## Aspects techniques
Certains dermatoscopes produisent une lumière polarisée de manière à éviter la lumière réfléchie incidente et peuvent être associés à un système de prise de photographie ou films.
Le dermoscope peut généralement « être couplé à un système de capture et de traitement d’image, permettant d’augmenter le grossissement obtenu de 10 fois à 20 ou 30 fois (vidéomicroscopie numérique) »

## Interprétation de l'image dermoscopique
Les dermoscopies sont analysées sur la base de 
- la distribution et l'architecture des pigments mélaniques dans l’épiderme et le derme,
- l'analyse de la disposition et de l'aspect des vaisseaux capillaires cutanés.

## Conditions
La HAS rappelle que si l'apprentissage du dermoscope et de l'interprétation des images dermoscopiques se fait au cours de la formation initiale en dermatologie, autrefois de manière non standardisée par quelques Centres Hospitaliers Universitaires, puis une formation à la dermoscopie (théorique avec validation pratique), est obligatoire dans le cursus des Diplômes d'études spécialisées de dermatologie à partir du 1er novembre 2007  « la sémiologie des images dermoscopiques  étant évolutive, une formation continue est indispensable ».